# 3e brigade française libre
Pour les articles homonymes, voir 3e brigade.
La 3e brigade française libre (3e BFL) est une unité des forces françaises libres. Elle assure la défense des intérêts français au Liban et en Syrie de 1942 à 1946.

## Historique
La brigade est créée le 1er mai 1942,. Après le départ de la 2e brigade française libre pour l’Égypte à partir de mars 1942, le Levant français ne compte qu'un seul bataillon non local, le bataillon de marche no 7 (BM 7). La brigade est renforcée par le bataillon de marche no 6 (BM 6) en octobre 1942 et par le bataillon de marche no 9 (BM 9) en octobre 1943.
La brigade est chargée de la défense du Levant français, en particulier de la place de Beyrouth, mais ses hommes comblent également les pertes des 1re et 2e BFL engagées au combat dans la guerre du Désert en Libye et en Égypte.
En novembre 1943, la brigade est engagée dans l'épreuve de force contre le gouvernement libanais, qui mène à l'arrestation des principaux ministres le 11 novembre, suivie de leur libération le 22 face aux pressions de la population libanaise et des troupes britanniques.
Fin mai 1945, elle est engagée dans la répression des manifestations antifrançaises en Syrie en 1945. En particuliers, les soldats français et les tirailleurs sénégalais s'emparent avec violence du Parlement de Damas tenu par la gendarmerie syrienne puis participent au pillage de la ville aux côtés des troupes spéciales.
Elle est dissoute le 1er avril 1946.

## Unités constitutives

### Bataillon de marcheno6(BM 6)
Pour les articles homonymes, voir BM6.
Ce bataillon est formé le 16 janvier 1942 au Moyen-Congo à partir du bataillon du Pool . Certains des tirailleurs manquent cependant d'instruction militaire. Le bataillon débarque au Liban en décembre 1942. Il embarque sur le Montcalm pour Bizerte le 9 mai 1945. Il est dissous le 20 mai 1945.
Il commandé par le chef de bataillon Raison de septembre à décembre 1941, et mi-1942 son chef de corps est le lieutenant-colonel Léopold.

### Bataillon de marcheno7
Ce bataillon, formé à Bangui (Oubangui-Chari, aujourd'hui République centrafricaine) le 2 août 1941, embarque le 15 septembre pour la Syrie. Initialement rattaché à la 1re brigade de la 1re division légère française libre, le bataillon devient indépendant en décembre 1941 (transformation de la 1re division légère française libre en 1re BFL), avant de rejoindre la 3e BFL. Dissous le 1er avril 1945, ses éléments sont rapatriés à partir de mai 1945.

### Bataillon de marcheno9
Ce bataillon est mis sur pied le 1er janvier 1943 par le régiment de tirailleurs du Cameroun. Il part vers Khartoum, au Soudan britannique, prenant le temps de rendre les honneurs en passant devant Fachoda. Arrivé à Djibouti en avril 1943, le BM 9 rejoint finalement le Liban en octobre. Dissous le 1er avril 1945, il est rapatrié à partir de mai 1945.

### Bataillon de marcheno16
Ce bataillon est créé en avril 1945 par changement de nom du IIIe bataillon du 3e régiment de tirailleurs sénégalais, venu de Tunisie et débarqué le 9 mai 1945 à Beyrouth. Il est dissous en septembre 1946.

### Bataillon de marche du9erégimentde zouaves
Ce bataillon, formé de 735 hommes bien équipés, issus des FFI, est mis sur pied par le 9e régiment de zouaves en février 1945. Arrivé à Beyrouth sur le Montcalm (17 mai 1945) et la Jeanne d'Arc (21 mai), le bataillon est cantonné à Tripoli et n'est pas engagé dans les opérations contre les manifestations indépendantistes syriens. Le 1er janvier 1946, il fusionne avec le groupement nord-africain pour former le bataillon mixte zouaves-tirailleurs du Levant (BMZTL), en garnison à Lattaquié. En avril 1946, le BMZTL part pour Beyrouth, puis l'Afrique du Nord où il est dissous.

### Artillerie
La brigade ne compte à l'origine qu'une batterie, la 6e batterie à Damas, bientôt renforcée par les 1re, 2e et 4e batteries du groupe spécial d'artillerie (syrien). L'artillerie est remplacée par le 1er groupe d'artillerie coloniale du Levant, créé le 1er juillet 1943 avec des artilleurs pondichériens et constituée par trois batteries de canons de 75. Installé à Tripoli, le groupe est dissous le 16 mai 1946.

### Autres unités
La brigade compte également une compagnie de quartier général (QG 53), une compagnie automobile, un groupe d'artillerie (7e, 9e et 10e batteries d'artillerie) et quelques autres unités de services, comme le groupement d'exploitation no 3 (intendance).
Initialement, l'unité de Génie de la 3e BFL est la 4e compagnie de sapeurs-mineurs, remplacée en octobre 1942 par la 3e compagnie de sapeurs-mineurs.

## Chefs de la3eBFL
- mai 1942 - avril 1944 : colonel de Tournadre[14],[1]
- mai-juin 1944 : lieutenant-colonel de Monteny[1]
- juin 1944 - mars 1946 : colonel Sajous[1]